# Parectropis
Parectropis is een geslacht van vlinders van de familie spanners (Geometridae), uit de onderfamilie Ennominae.

## Soorten
- P. aemula Krüger, 2007
- P. alticolaria Krüger, 2005
- P. atelomeres (Prout, 1922)
- P. conspurcata Walker, 1866
- P. delosaria (Walker, 1863)
- P. extersaria Hübner, 1799
- P. leucosema Prout, 1914
- P. nigrosparsa Wileman & Smith, 1917
- P. pectinicornis Krüger, 2005
- P. rotundipennis Krüger, 2007
- P. similaria

Witvlekspikkelspanner (Hufnagel, 1767)
- P. simplex (Warren, 1914)
- P. subflava Bastelberger, 1909